# Liste der bulgarischen Meister im Skispringen
Die Liste der bulgarischen Meister im Skispringen listet alle bekannten Sieger sowie Zweit- und Drittplatzierte bei bulgarischen Skisprungmeisterschaften sowie ähnlichen Wettbewerben auf.

## Wettbewerbe
Die ersten bulgarischen Meisterschaften im Skispringen wurden schon 1935 in Sofia ausgetragen.

### Herren
| Datum              | Ort     | Schanze                   | 1.                      | 2.                | 3.               | Bemerkung                            |
| ------------------ | ------- | ------------------------- | ----------------------- | ----------------- | ---------------- | ------------------------------------ |
| 3. Februar 1935    | Sofia   | Skok Tschernijat Kos K 61 | Eberhard Galeitner      | ?                 | ?                |                                      |
| 21. August 2004    | Samokow | Tschernijat Kos           | Petar Fartunow          | ?                 | ?                |                                      |
| 25. September 2004 | Samokow | Tschernijat Kos           | Petar Fartunow          | ?                 | ?                |                                      |
| 9. Oktober 2010    | Samokow | Tschernijat Kos           | Michail Sitschanow      | Angel Paschow     | Wassil Iwanow    | Mglw. nur höchster Juniorenwettkampf |
| 10. Oktober 2010   | Samokow | Tschernijat Kos           | Michail Sitschanow      | ?                 | ?                |                                      |
| 25. September 2012 | Kranj   | Gorenja Sava              | Evelin Mitew            | Blagowest Rakitow | Bojtscho Georgow | Wurde in Slowenien ausgetragen       |
| 3. März 2013       | Kranj   | Gorenja Sava              | Krassimir Simitschijski | ?                 | ?                | Wurde in Slowenien ausgetragen.      |

### Junioren
| Datum              | Disziplin                         | Ort     | Schanze                          | 1.                      | 2.               | 3.                 |
| ------------------ | --------------------------------- | ------- | -------------------------------- | ----------------------- | ---------------- | ------------------ |
| 21. August 2004    | Junioren                          | Samokow | Tschernijat Kos K 39             | Bogomil Pawlow          | ?                | ?                  |
| 25. September 2004 | Junioren                          | Samokow | Tschernijat Kos K 39             | Wladimir Sografski      | Bogomil Pawlow   | ?                  |
| 9. Oktober 2010    | Jüngere Junioren K 15             | Samokow | Tschernijat Kos K 15             | Krassimir Simitschijski | Kalojan Christow | Viktor Christow    |
| 9. Oktober 2010    | Ältere Junioren K 15              | Samokow | Tschernijat Kos K 15             | Martin Sografski        | Ivelin Mitew     | Iwan Scharkow      |
| 9. Oktober 2010    | Jüngere Junioren K 39 (und K 15?) | Samokow | Tscherniat Kos K 39 (und K 15 ?) | Daniel Simow            | Marian Nikolow   | Anton Michailow    |
| 25. September 2012 | Junioren                          | Kranj   |                                  | Krassimir Simitchiyski  | Viktor Christow  | Kalojan Christow   |
| 3. März 2013       | Junioren                          | Kranj   |                                  | Evelin Mitew            | ?                | ?                  |
| 28. Juli 2015      | Junioren                          | Planica |                                  | Krassimir Simitschijski | Viktor Christow  | Wassil Scheinow    |
| 28. Juli 2015      | Jungen                            | Planica |                                  | Jani Georgiew           | Wladimir Stanoew | Georgi Stanoew     |
| 28. Juli 2015      | Jüngere Jungen                    | Planica |                                  | Iwan Slawkow            | Martin Milanow   | Valentin Nikolow   |
| 8. November 2021   | Junioren                          | Rasnov  |                                  | Nikolaj Kolew           |                  |                    |
| 8. November 2021   | Unter 15                          | Rasnov  |                                  | Simeon Nikolow          | Alek Feshew      | Iwajlo Dimitrow    |
| 8. November 2021   | Unter 12                          | Rasnov  |                                  | Martin Christow         | Zwetan Tonew     | Danail Pawlowitsch |

### Junioren Damen
| Datum            | Disziplin | Ort    | Schanze | 1.                | 2.                 | 3.                  |
| ---------------- | --------- | ------ | ------- | ----------------- | ------------------ | ------------------- |
| 8. November 2021 | Unter 12  | Rasnov |         | Raja Krastanowa   | Iwa Karadimowa     | Nikol Najdenowa     |
| 8. November 2021 | Unter 15  | Rasnov |         | Boschidara Bakowa | Wessela Karadimowa | Victoria Krastanowa |